# Wilhelm Süss
Wilhelm Süss (Fráncfort del Meno, 7 de marzo de 1895 – Friburgo de Brisgovia, 21 de mayo de 1958) fue un matemático alemán especializado en geometría y geometría diferencial. Fue el fundador y primer director del Instituto de Investigación Matemática de Oberwolfach.

## Biografía
Süss, hijo de un maestro muy aficionado a la música, pasó su infancia y juventud en Fráncfort del Meno, donde hizo amistad con Karl Reinhardt. Estudió en el Goethe-Gymnasium, donde destacó en todas las materias. En 1913, tras al acabar el bachillerato, se decantó por las matemáticas y aquel mismo año se matriculó en la Universidad de Friburgo de Brisgovia. Los siguientes semestres estudió en las universidades de Gotinga y Fráncfort, pero tuvo que interrumpir los estudios por el estallido de la Primera Guerra Mundial y en 1915 fue llamado a filas. Mientras luchaba en la frente siempre llevaba una ejemplar de la obra Grundlagen der Geometrie de Hilbert en el bolsillo. Acabada la guerra regresó a la Universidad de Fráncfort, en la que obtuvo el doctorado en 1920 con una tesis dirigida por Bieberbach. En aquella época conoció a Irmgard Deckert, estudiante de matemáticas en la Universidad e hija de un profesor de geografía, con la que se casó en 1921. 
Tras pasar un curso como asistente de Bieberbach en la Universidad de Berlín, en 1922 aceptó una plaza de profesor de Lengua y Literatura Alemanas en la Universidad de Kagoshima (Japón). Aquí entró en contacto con geómetras japoneses y tuvo tiempo para dedicarse a la investigación matemática. En 1928, al regresar a Alemania, obtuvo la habilitación docente en la Universidad de Greifswald, junto con Helmuth Kneser, con quien también estableció una amistad duradera. En Greifswald se reencontró también con su amigo Reinhardt y entre los tres dirigieron un activo seminario matemático. En 1934 se trasladó a la Universidad de Friburgo de Brisgovia, donde sustituyó a un antiguo profesor suyo, Alfred Loewy, que había sido destituido de sus cargos por ser judío en virtud de la Ley para la Restauración de la Función Pública.
Durante los primeros años del Tercer Reich, Süss no se implicó activamente en política, pero a partir de 1936 adoptó una clara actitud pro-nazi: en 1937 se afilió al NSDAP y en 1938 a la Liga Nacionalsocialista de Profesores Alemanes (NSD-Dozentenbund). Esto permitió que obtuviera cargos relevantes como el de presidente de la Sociedad Matemática Alemana (1937) o el de rector de la Universidad de Friburgo de Brisgovia (1940), que le permitían ejercer una notable influencia dentro de la organización científica del Reich. Aunque Süss no era un nacionalsocialista fanático, aplicó las políticas nazis, como por ejemplo la exclusión de miembros judíos de la Sociedad Matemática Alemana, y colaboró activamente con el Ministerio de Educación del Reich. En Friburgo, al principio mantuvo una estrecha cooperación con Gustav Doetsch, un destacado matemático aplicado que había ayudado a traerle a la universidad, aunque su relación se fue deteriorando con el tiempo, ya que ambos competían por influir en el estamento científico del Tercer Reich. Al final, Süss consiguió imponerse gracias a su gran habilidad para hacer contactos y tras la guerra logró apartar a Doetsch de la vida universitaria. En 1939 fue elegido miembro correspondiente de la Academia de Ciencias de Gotinga.

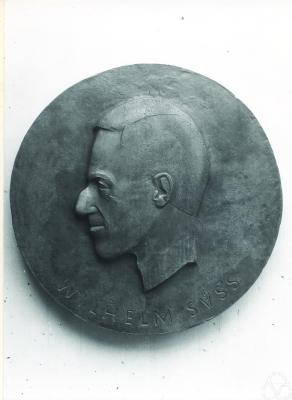
Placa en el Instituto de Investigación Matemática de Oberwolfach con la imagen de Wilhelm Süss

La influencia de Süss en el Reich le permitió lograr el permiso y la asignación económica suficiente para crear el Reichsinstitut für Mathematik (actual Instituto de Investigación Matemática de Oberwolfach) a finales del año 1944, cuando los alemanes ya tenían la guerra prácticamente perdida.Allí encontraron refugio al final de la guerra numerosos matemáticos, como Heinrich Behnke, William Threlfall, Herbert Seifert, Emanuel Sperner o Hermann Boerner.
En 1945, al finalizar la guerra, fue desposeído de todos sus cargos por su pasado nazi (excepto el de director del Instituto de Oberwolfach, que dirigió hasta su muerte) y sus bienes fueron congelados por las fuerzas de ocupación francesas. No obstante, al cabo de unos meses fue rehabilitado como profesor, gracias a las cartas de colegas suyos en las que afirmaban que había salvado a otros colegas de la persecución política de los nazis. En 1954 fundó un instituto de didáctica de las matemáticas en Friburgo e inició la serie en varios volúmenes Grundzüge der Mathematik (con Behnke, Fladt y Bachmann). En 1958 fue incluso elegido para un segundo mandato de rector en la Universidad de Friburgo, pero ya estaba enfermo de un cáncer de hígado y no pudo asumir el cargo, y murió poco después.